# Dromaeolus badius
Dromaeolus badius — вид жуков-древоедов из подсемейства Pyrophorinae.

## Распространение
Вид встречается редко; обитает в восточной части США.

## Экология
Туннели личинки проделывают в осине (Populus tremula) и, возможно, в других видах тополей (Populus).